# Bohdan Sawenko
Bohdan Wolodymyrowytsch Sawenko (ukrainisch Богдан Володимирович Савенко; * 20. November 1974 in Kiew, Ukrainische SSR) ist ein ehemaliger ukrainischer Eishockeyspieler und -trainer, der mit dem HK Sokil Kiew viermal Ukrainischer Meister wurde und für die Ukraine an den Olympischen Winterspielen 2002 in Salt Lake City teilnahm.

## Karriere
In seiner Jugend spielte Bohdan Sawenko in seiner Heimatstadt für SchWSM Kiew und den HK Sokil Kiew. Im Sommer 1992 wechselte Sawenko zu den Niagara Falls Thunder, die ihn in der ersten Runde des CHL Import Drafts gezogen hatten, in die Ontario Hockey League, wo er zwei Jahre lang spielte. Beim NHL Entry Draft 1993 wurde er in der dritten Runde an insgesamt 54. Position von den Chicago Blackhawks aus der National Hockey League ausgewählt, für die er jedoch nie auf dem Eis stand. Stattdessen lief er für deren Farmteam, die Indianapolis Ice, in der International Hockey League auf. 1995 wechselte er zu Syracuse Crunch in die American Hockey League und Anfang 1997 zu den Rafales de Québec erneut in die International Hockey League. Nachdem er die Spielzeit 1997/98 noch bei den Port Huron Border Cats in der United Hockey League begonnen hatte, wechselte er bereits im Herbst nach Finnland, wo er die Saison beendete.
1998 wechselte er nach Tschechien und spielte dort bis 2000 für den HC Slezan Opava und den AZ Havířov in der Extraliga. In der Spielzeit 2000/01 absolvierte er einige Spiele bei SKA Sankt Petersburg in der russischen Superliga. Daneben spielte er von 1999 bis 2001 auch für Sokil Kiew in der East European Hockey League. Nach einem Jahr beim HK Spartak Moskau kehrte er 2002 nach Kiew zurück und wurde bis 2006 mit dem HK Sokil, für den er zeitweilig auch in der belarussischen Extraliga spielte, viermal Ukrainischer Meister. Anschließend spielte er noch für den HK Bilyj Bars Browary, mit dem er zweimal Vizemeister wurde, den HK Kompanjon Kiew und den HK Berkut in der ukrainischen Liga, bevor er 2011 seine Karriere beendete.

### International
Sawenko spielte erstmals bei der WM-Qualifikation 2000 für die Ukraine und wurde dann auch bei der Weltmeisterschaft selbst eingesetzt. Auch bei den Weltmeisterschaften 2001, 2002, 2003 und 2005 gehörte er zum ukrainischen Kader. Zudem spielte er bei den Olympischen Winterspielen 2002 in Salt Lake City, bei der die Ukraine Zehnter wurde, sowie der vorherigen Qualifikation für sein Land.
Bei der U20-Weltmeisterschaft 2018 war er Co-Trainer der ukrainischen Junioren in der B-Gruppe der Division I.

## Erfolge und Auszeichnungen
- 2003 Ukrainischer Meister mit dem HK Sokil Kiew
- 2004 Ukrainischer Meister mit dem HK Sokil Kiew
- 2005 Ukrainischer Meister mit dem HK Sokil Kiew
- 2006 Ukrainischer Meister mit dem HK Sokil Kiew